# Heinrich Escher (Historiker)
Heinrich Escher vom Glas, ab 1811 Escher-Landolt (* 20. April 1781 in Zürich; † 28. Februar 1860 ebenda), war ein Schweizer Historiker.

## Leben
Escher stammte aus dem Zürcher Geschlecht Escher vom Glas, einer Linie des Zürcher Ratsgeschlechts Escher, und war Sohn des Zürcher Politikers Hans Conrad Escher vom Glas senior (1743–1814). Am 12. August 1811 heiratete er Susanna Landolt (1791–1863). Seitdem führte er den Doppelnamen Escher-Landolt.
Escher absolvierte zügig die theologischen Studien und wurde im Alter von 19 Jahren ordiniert. 1802 ging er an die Universität Halle, an der er unter anderem bei Friedrich August Wolf studierte. Er unternahm anschliessend eine Studienreise, wobei er sich auch in Paris aufhielt. Nach seiner Rückkehr wirkte er zwei Jahre als Hauslehrer, bevor er 1807 einem Ruf auf die Professur für allgemeine und vaterländische Geschichte an das Politische Institut folgte, einer Art juristischen Fakultät, die zu den Einrichtungen zählte, aus denen die Universität Zürich entstand. An diesem lehrte er neben Hans Conrad Escher von der Linth und Ludwig Meyer von Knonau. Die gleiche Position, jeweils bis zur Gründung der Hochschule 1833, hatte er am Collegium Carolinum inne. Ab 1812 übernahm er ausserdem die Professur der Logik und Rhetorik am Collegium humanitatis. Nachdem die Zürcher Hochschule gegründet worden war, beschränkte er sich auf die Lehre als Privatdozent der Geschichte und gab nach vier Semestern, 1835, schliesslich die Lehre ganz auf. Noch 1834 verlieh ihm die Philosophische Fakultät für seine Verdienste die Ehrendoktorwürde (Dr. phil. h. c.).
Escher wurde 1833 mit der Reorganisation der Bildungsanstalten und der Gründung des Gymnasiums Zürich Professor der allgemeinen und schweizerischen Geschichte für die oberen Klassen. Er hatte von 1835 bis 1837 und von 1847 bis 1852 zudem das Rektorenamt inne. Ausserdem war er Mitglied und Präsident der Aufsichtsbehörde der Industrieschule, die neben dem Gymnasium Teil der Kantonsschule Zürich war. Bereits 1817 war er vom Grossrat in den Erziehungsrat gewählt worden. Er arbeitete an den grossen Bildungsreformen mit und war bis 1847 Actuar des Rates.
Eschers Nachlass wird in der Zentralbibliothek Zürich aufbewahrt.

## Werke (Auswahl)
- Die Marianischen Brüderschaften der Jesuiten und die Conventikel der Herrnhuter. Orell Füssli, Zürich 1822.
- Napoleon Buonaparte. Orell Füssli, Zürich 1823.
- Joh. Jak. Hess, Doktor der Theologie und Antistes der Zürcherischen Kirche: Skizze seines Lebens und seiner Ansichten mit einem auszuge aus seiner ungedruckten Auslegung der Apokalypse. Höhr, Zürich 1837.
- Politische Annalen der eidgenössischen Vororte Zürich und Bern. 2 Bände. Orell Füssli, Zürich 1838–1839.
- Geschichte der schweizerischen Eidgenossenschaft. 4 Bände. Schulthess, Zürich 1855–1859 (vollständig umgearbeitete Neuauflage des Werkes von Johann Konrad Vögelin).

Escher verfasste auch Beiträge zur Allgemeinen Encyclopädie der Wissenschaften und Künste von Johann Samuel Ersch und Johann Gottfried Gruber und zu den Neujahresblättern.